# Libre-échange
Pour les articles homonymes, voir Libre-échange (homonymie).
 (juin 2019).

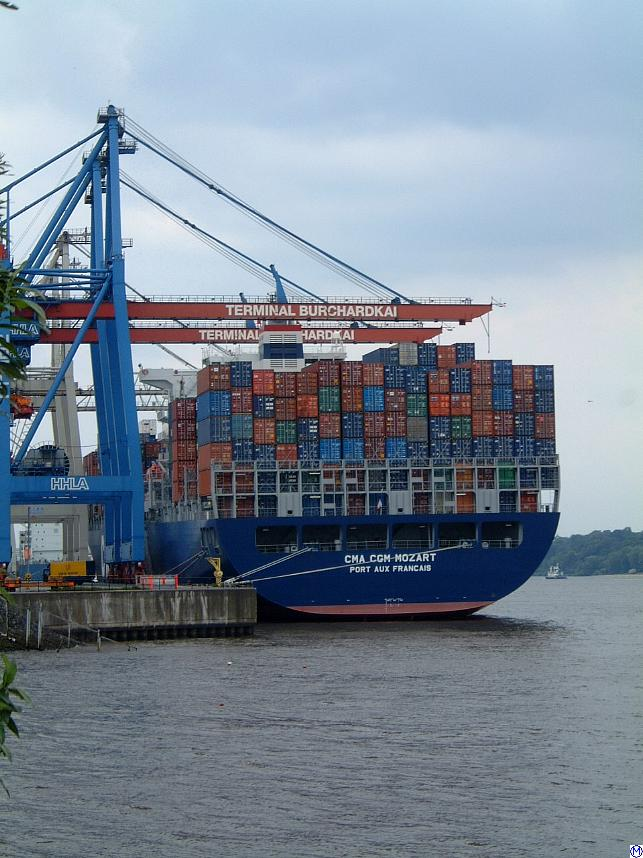
Un porte-conteneurs et son chargement le long des docks de Hambourg.

Le libre-échange est un principe visant à favoriser le développement du commerce international en supprimant les barrières nationales tarifaires et non tarifaires susceptibles de restreindre l'importation des biens et des services. Au sens strict, la notion ne s'étend pas aux mouvements de travailleurs ou de capitaux. Il s'oppose au protectionnisme et au mercantilisme.
Le fondement de ce système repose dans les théories économiques classiques de la division du travail entre les différentes nations (division internationale du travail) et de l'avantage comparatif. Selon ces théories, son usage permet de maximiser la richesse de chacune des nations qui y concourent et contribue à augmenter le volume, la puissance et la profitabilité du secteur du commerce et du négoce international par rapport aux secteurs productifs, en particulier locaux et vivriers.
Gregory Mankiw a pu affirmer que dans leur grande majorité les économistes sont en faveur du libre-échange, car ce dernier aurait un impact positif sur la croissance économique et le niveau de développement, tandis que le protectionnisme aurait un impact négatif sur la croissance et le niveau de richesses. Il existe toutefois des auteurs qui se montrent beaucoup plus sceptiques quant à ses bienfaits, notamment à cause des dégâts qu'il peut créer sur les filières et industries de certains pays en les mettant en concurrence avec des pays où la main d'oeuvre est moins chère, ainsi que sur l'environnement à cause de l'avantage compétitif lié à un coût moindre conféré aux pays où les normes écologiques sont les plus basses,.
La plupart des pays pratiquent une certaine forme de protectionnisme en appliquant des mesures tarifaires ou non-tarifaires comme les quotas, les subventions aux exportations, les normes techniques ou sanitaire ou les mesures favorisant les entreprises nationales.
Les pays les plus favorables au libre-échange, selon le critère des taux des droits de douane appliqués sur les importations, sont Brunei (0,0%), Singapour (0,2%) et le Botswana (0,3%). Selon ce même critère, les pays les plus protectionnistes sont la Libye (30,7%), la Gambie (18,1%) et Djibouti (17,6%). Les principales économies dans le monde ont des taux des droits de douane appliqués sur les importations relativement bas : États-Unis (1,6%), Union européenne (1,7%) et Japon (2,5%) ; tandis que les économies émergentes ont des taux plus élevés : Chine (3,4%), Russie (3,5%), Inde (4,9%) et Brésil (8,0%). Le taux moyen au niveau mondial est passé de 8,57% en 1994 (l'OMC est créé en 1995) à 2,59% en 2017.

## Histoire

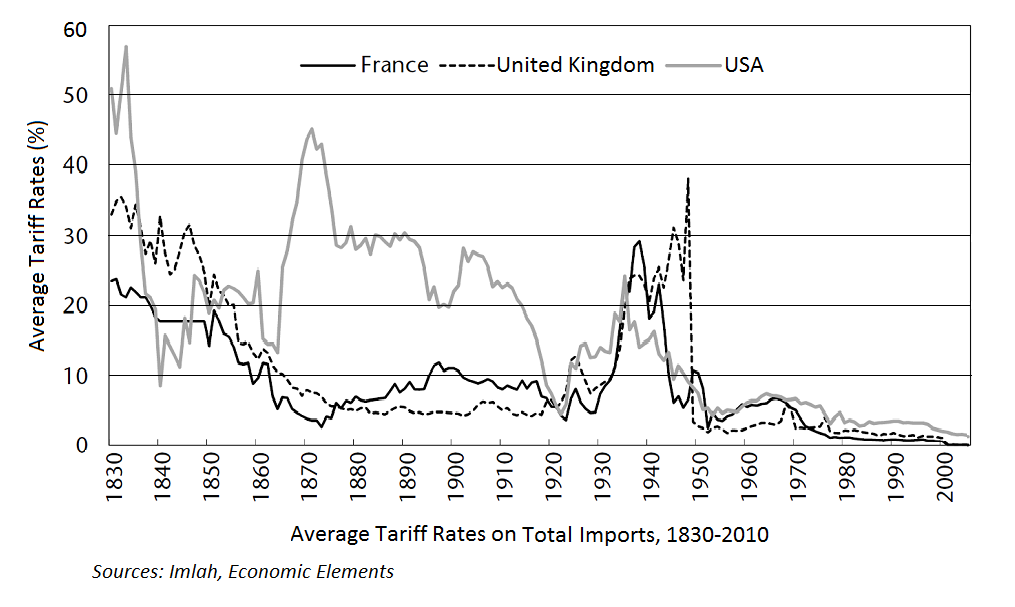
Droits de douane (France, Royaume-Uni, États-Unis)

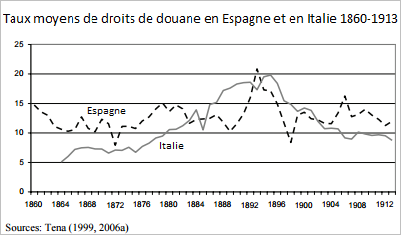
Droits de douane (Espagne, Italie)

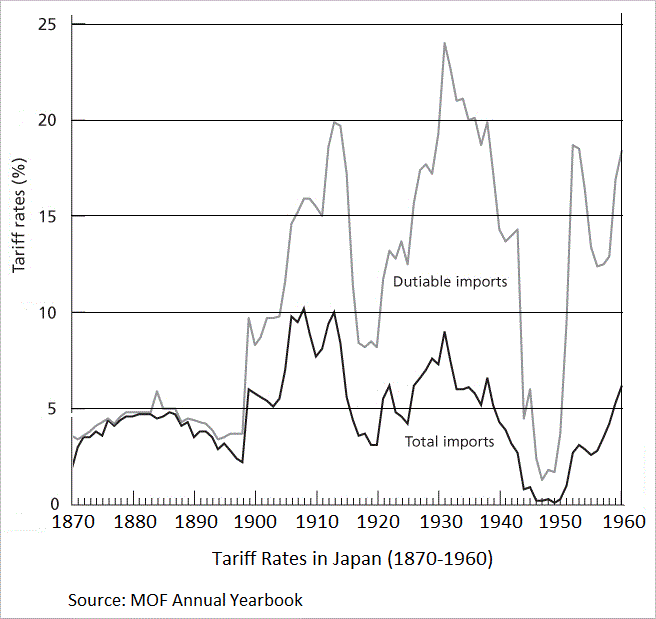
Droits de douane (Japon)

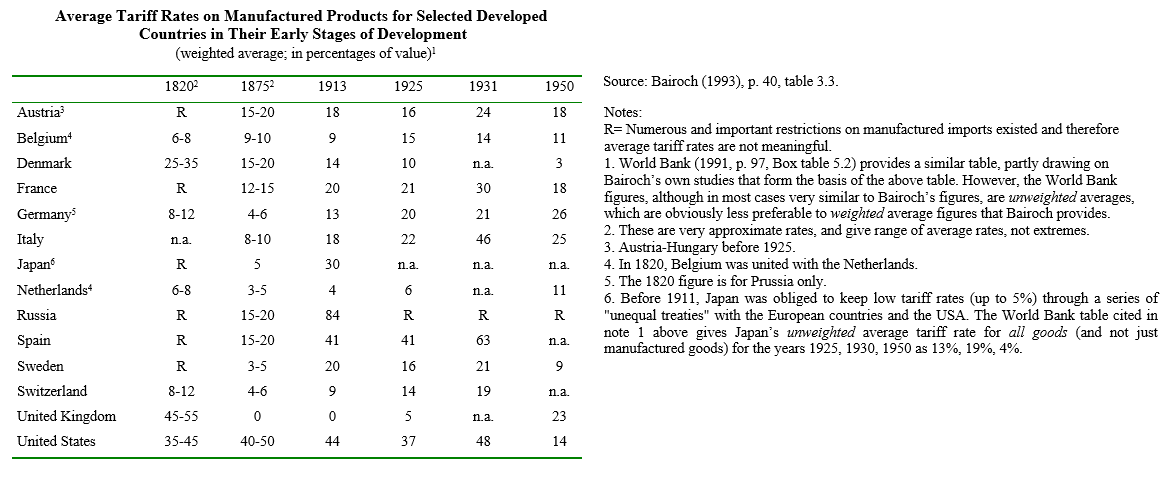
Taux tarifaires moyens sur les produits manufacturés

### Le mercantilisme
Le XVIe siècle et le XVIIe siècle furent l'âge d'or du mercantilisme, doctrine à laquelle s'opposèrent les tenants du libre-échange. La possession de métaux précieux était tenue pour une condition nécessaire à la richesse et à la puissance des nations. Les pays privés d'accès aux mines d'or et d'argent devaient donc réguler leur commerce extérieur pour dégager un surplus des exportations. Dans cette optique, les mercantilistes préconisent une politique volontariste de soutien aux exportations via la création de grandes compagnies de commerce ou de grandes manufactures. L'État tentait de freiner les importations qui sont synonymes de sorties d'or. L'enrichissement d'un État se fait par ses exportations alors que son appauvrissement vient de ses importations. L'État interdisait l'exportation de monnaie du pays ainsi que les métaux précieux (or, argent, etc.). En France par exemple, l'État va organiser la production nationale (avec les manufactures de Jean-Baptiste Colbert).
Le XVIIIe siècle est généralement considéré comme une période de transition. Le libre-échange progressa dans la pensée économique durant la deuxième moitié du siècle: les thèses des physiocrates, le livre IV de l'ouvrage d'Adam Smith La richesse des nations fut publié en 1776 et surtout le traité de commerce franco-anglais fut signé en 1786. Mais les désillusions engendrées par l'application du traité et les guerres européennes provoquèrent le retour du protectionnisme avant la fin du siècle.
Historiquement, le libre-échange est une rareté exceptionnelle. Chaque État se définit notamment par ses frontières et l'existence de taxes et toutes sortes de règlements propres concernant l'importation et l'exportation, érigeant autant de barrières. La pensée économique rudimentaire animant les dirigeants des anciens États les conduit à toujours préférer, entre deux biens similaires, celui produit par leur nation à celui d'importation. Du fait de ces pratiques, le commerce international peut consister pour une part notable en contrebande, contournement illégal des règles sur les importations, d'autant plus rentable que ces règles sont plus coûteuses.
Le mercantilisme était mis en œuvre de plusieurs manières :
1. traités inégaux imposés à une nation plus faible par une nation plus forte, forçant la première à admettre les biens produits par la seconde (forcer les étrangers à ouvrir leur commerce, abaisser leurs barrières et leurs droits de douane, tout en tâchant de conserver les siennes, est une politique ordinaire des relations internationales, éventuellement appuyée par la menace militaire ou obtenue à l'issue d'une guerre) ;
2. traités bilatéraux de réciprocité commerciale entre deux pays amis, pour une quantité plus ou moins étendue de biens.

### AuXIXesiècle

#### Europe

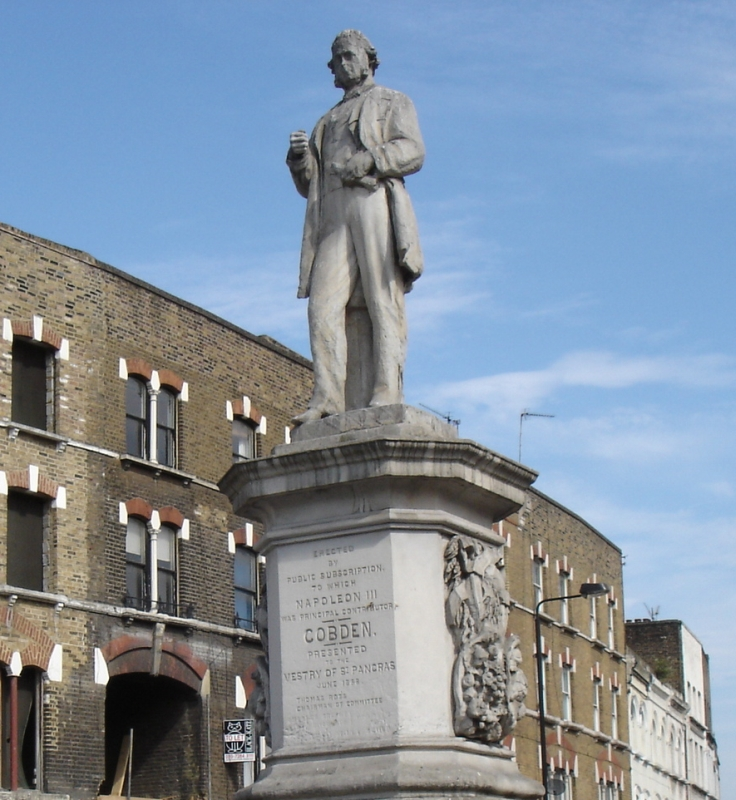
Statue de Richard Cobden à Londres

La libéralisation des échanges au Royaume-Uni à partir de 1846, obtenue par Richard Cobden et l'Anti-Corn Law League, fut le premier exemple de libéralisation à grande échelle après la révolution industrielle et elle fut engagée par l'économie dominante.
C'est en 1860 que le libre-échange effectua une véritable percée en Europe continentale avec le traité Cobden-Chevalier signé par Napoléon III le 23 janvier 1860. Il fut suivi d'autres accords signés entre la France et de nombreux autres pays européens : le traité franco-belge fut signé en 1861 et entre 1861 et 1866 pratiquement tous les pays européens entrèrent dans le réseau des traités Cobden. Seuls quelques petits pays du continent avaient adopté avant 1860 une politique commerciale véritablement libérale : les Pays-Bas, le Danemark, le Portugal, la Suisse, la Suède et la Belgique.

##### Grande dépression
Au début des années 1860, l'Europe et les États-Unis menèrent des politiques commerciales complètement opposées. Les années 1860 étaient une période de protectionnisme croissant aux États-Unis alors que la phase de libre-échange européenne se prolongea de 1860 à 1892. Le taux moyen de prélèvement douanier sur les importations de produits manufacturés était vers 1875 de 40 % à 50 % aux États-Unis contre 9 % à 12 % en Europe continentale à l'apogée du libéralisme européen. Pendant les années 1870 et 1880, les États-Unis étaient le premier fournisseur de céréale de l'Europe. Il y eut un déséquilibre commercial de plus en plus important de l'Europe vis-à-vis des États-Unis jusqu'aux années 1900, étant donné que ceux-ci étaient restés protectionnistes. Les États-Unis n'avaient pas pris part au mouvement de libre-échange et au contraire avaient relevé leur niveau de protection. Ils connurent une période de forte croissance alors que l'Europe était en pleine dépression. Vers 1870, le déficit commercial de l'Europe vis-à-vis de l'Amérique de Nord représentait 5 % à 6 % des importations de la région. Il atteignait 32 % en 1890 et 59 % vers 1900.

##### Retour du protectionnisme

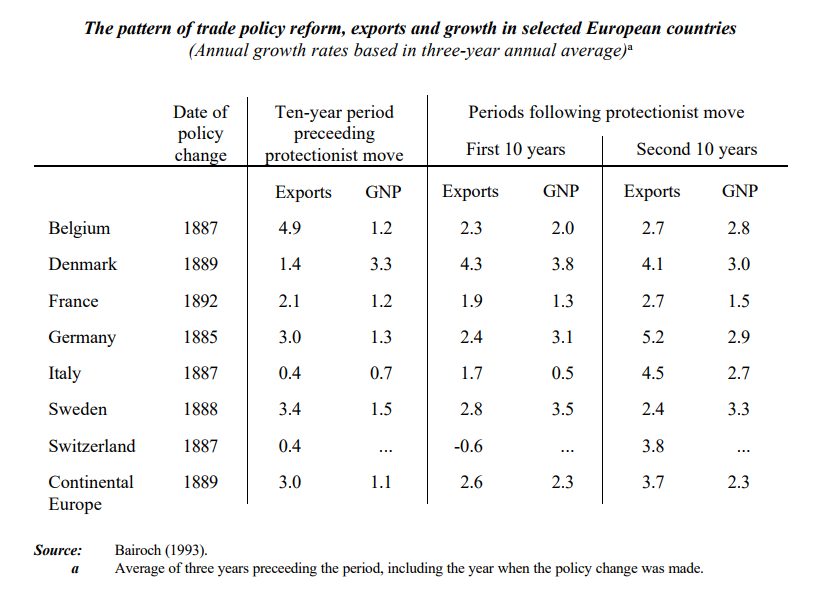
Politiques commerciales, exportations et croissance dans les pays européens

L'Allemagne fut le premier grand pays européen à modifier sensiblement sa politique douanière en adoptant le nouveau tarif de juillet 1879. Ce nouveau droit de douane allemand signifia l'achèvement de la période de libre échange sur le continent. Ainsi, la période 1879-1892 vit le retour progressif du protectionnisme en Europe et la période 1892-1914 peut être décrite comme celle du protectionnisme croissant en Europe continentale mais tous les pays ne modifièrent pas leur politique au même rythme.

##### Tiers-monde
À partir de 1813, le libéralisme économique imposé par les puissances occidentales au tiers monde et l'ouverture de ces économies fut l'une des premières causes de l'absence de développement. L'importation de grandes quantités d'articles manufacturés bon marché aboutirent à un processus de désindustrialisation massive. Le tiers-monde produisait vers 1750 environ 70 % à 76 % de tous les biens manufacturés du monde. Mais autour de 1913, il n'en produisait plus que 7 % à 8 %. En 1913 le niveau d'industrialisation mesuré par la production de biens manufacturés par habitant n'était plus que le tiers de son niveau de 1750.

###### Colonies
En Inde par exemple, après l'abolition en 1813 du monopole commercial de la Compagnie des Indes Orientales qui prohibait l'importation de produits textiles en Inde, ceux-ci affluèrent rapidement dans le pays. Tandis que les importations étaient soient prohibés, soit soumises à des droits de douane de 30 % à 80 % en Europe, les produits textiles britanniques pénétraient sur le marché indien sans payer aucun droit. En 1813, l'industrie textile indienne était la première industrie du pays comme dans toute société traditionnelle, et représentait probablement 45 % à 65 % de l'ensemble des activités manufacturières du pays. Vers les années 1870-1880, le taux de désindustrialisation dans ce secteur allaient de 55 % à 75 %. Dans les années 1890/1900, le taux de désindustrialisation dans la métallurgie, allaient de 95 % à 99%. Le processus fut analogue ou plus marquée encore dans le reste de l'Asie, à l'exception de la Chine où l'industrie locale survécut mieux. En Chine la désindustrialisation de l'industrie textiles allait de 30 % à 50%.
Avant l'indépendance, les pays d'Amérique latine étaient sous la domination de l'Espagne et du Portugal. L'intervention du Royaume-Uni avait beaucoup aidé la plupart de ces pays à obtenir leur indépendance politique au XIXe siècle (réalisé pour la plupart entre 1804 et 1822). Le Royaume-Uni put ainsi signer de nombreux traités de commerce qui ouvraient les marchés de ces pays aux produits manufacturés britanniques et européens. L'indépendance de la plupart de ces pays aboutit donc paradoxalement à une phase de désindustrialisation car elle facilita la pénétration de produits venant de pays plus avancés que le Portugal et l'Espagne. Grâce à l'influence de l'Amérique du Nord, la majorité des pays de l'Amérique latine modifièrent leur politique commerciale au cours de la période 1870-1890 et imposèrent des droits protecteurs afin de soutenir l'industrialisation.

###### Pays indépendants
Concernant les pays du tiers monde indépendants ou qui n'avaient pas le statut de colonie au XIXe siècle (la majeure partie de l'Amérique latine, la Chine, la Thaïlande, l'ensemble du Moyen-Orient), les pays occidentaux avaient exercés des pressions telles que la plupart d'entre eux avaient signé des traités prévoyant la suppression plus ou moins totale des droits à l'importation, ce qui permit l'entrée massive de biens manufacturés importés. Les législations douanières ne pouvaient prévoir des droits supérieurs à 5 % de la valeur d'importation des marchandises. La plupart de ces « traités inégaux » furent signé entre 1810 et 1850 essentiellement à l'initiative des britanniques.

### AuXXesiècle

#### Protectionnisme et Grande Dépression
Les années 1920 à 1929 sont généralement décrites, à tort, comme des années durant lesquelles le protectionnisme gagna du terrain en Europe. En fait, d'un point de vue général, on peut considérer que la période qui précéda la crise fut précédée en Europe par la libéralisation des échanges. La moyenne pondérée des tarifs douaniers sur les produits manufacturés est restée tendanciellement la même que dans les années précédant la Première Guerre mondiale : 24,6 % en 1913, contre 24,9 % en 1927. De plus, en 1928 et en 1929, les droits de douane furent abaissés dans presque tous les pays développés. De plus, le Smoot-Hawley Tariff Act a été signé par Hoover le 17 juin 1930, tandis que l'effondrement de Wall Street a eu lieu à l'automne 1929. Et la crise de 1929 avait déjà réduit de moitié le commerce international (l'essentiel de la contraction) avant que les grands pays industrialisés n'adoptent des mesures protectionnistes. Il n'y avait donc pas de protectionnisme particulier à l'époque.
Plusieurs économistes, un groupe allant de Paul Krugman à Milton Friedman réfutent que la loi Hawley-Smoot appliquée en 1930 ait causé la dépression.

#### Seconde partie duXXe
Pour Cordell Hull le ministre de Franklin Delano Roosevelt en très grande partie à l'origine du retour au libre-échange après la Seconde Guerre mondiale, il s'agit du principe de non-discrimination appliqué au commerce de biens et de services.
L'Accord général sur les tarifs douaniers et le commerce (GATT), signé en 1947, met en place au sortir de la guerre la matrice d'un commerce international conforme au principe du libre-échange. En 1995, l'Organisation mondiale du commerce (OMC) succède au GATT.
D'après l’économiste coréen Ha-joon Chang, la libéralisation des échanges a provoqué un ralentissement de la croissance économique mondiale. Pendant les années 1960 et 1970, quand il existait bien davantage de protections et autres régulations, la croissance du revenu par tête dans les pays développés croissait d’environ 3 % par an, contre 2,3 % au cours des décennies 1980 et 1990. En Amérique latine, cette croissance est devenue pratiquement nulle : 0,6 %, contre 3,1 % de 1960 à 1980. Au Proche-Orient et en Afrique du Nord, elle est tombée de 2,5 % à - 0,2 %, et en Afrique subsaharienne de 2 % à - 0,7 %.

### AuXXIesiècle
Tant dans le cadre des différentes organisations supranationales que dans leurs relations bilatérales, les États s'efforcent, lorsqu'ils souhaitent dynamiser les échanges, de supprimer les barrières douanières (à travers des unions douanières et des accords de libre-échange) mais aussi les barrières non douanières. Celles-ci comprennent les obstacles techniques (aussi appelés entraves techniques). Dans ce domaine, l'Union européenne applique deux méthodes : la reconnaissance mutuelle (principe « Cassis de Dijon ») et l’harmonisation européenne.
Certains acteurs économiques et politiques considèrent cependant que le libre-échange tel qu'il est pratiqué au début du XXIe siècle nuit à l'économie nationale et souhaitent réintroduire un certain degré de protectionnisme
Depuis les années 2010, on assiste à un retournement de tendance, des mesures protectionnistes sont prises, en Argentine, au Brésil, en Russie et aux États-Unis…, le Sénat américain a voté une loi autorisant le département du commerce à appliquer des taxes compensatoires sur les importations chinoises afin de sanctionner des pratiques jugées déloyales.

## Historique de la théorie

### Genèse
La première analyse rigoureuse du libre-échange est due à Henry Martyn dans Considérations sur le commerce avec les Indes orientales (1701) ; dès la préface, il prévient : « la plupart des idées dans ces travaux sont directement opposées aux opinions reçues ». Martyn s'oppose à la fois au monopole de la Compagnie néerlandaise des Indes orientales et aux restrictions sur les importations de biens manufacturés en provenance de l'Inde. Il explique que la liberté de commerce va diminuer la rente des marchands déjà établis, et accroître le volume au bénéfice de la nation tout entière. Martyn est aussi le premier à appliquer le principe de la division du travail au commerce international.
En 1720, Isaac Gervaise écrit Le système ou théorie du commerce du monde (The System or Theory of the Trade of the World), et emploie le principe du coût d'opportunité pour mettre en doute la capacité de l'intervention de l'État à accroître la richesse nationale. Appliqué au commerce international, il conclut que ce principe pousse les manufactures protégées à s'étendre au-delà de leurs capacités naturelles, aux dépens des autres activités.
Au XVIIIe siècle, les physiocrates français considèrent qu'une politique visant à réduire le prix des denrées agricoles afin de promouvoir les manufactures — telle que l'envisagent certains mercantilistes — conduirait à la ruine.
En 1764, André-Timothée-Isaac de Bacalan (1736-1769) publie Paradoxes philosophiques sur la liberté du commerce entre les nations.

### Adam Smith et le modèle classique
Adam Smith fonde les bases de l'analyse économique moderne en 1776 avec ses Recherches sur la nature et les causes de la richesse des nations. Dans le livre IV, il introduit un nouveau critère d'évaluation d'une politique économique : son impact sur le revenu réel du pays (idée que l'on retrouve aujourd'hui sous la forme du produit intérieur brut).

« Par avantage ou gain, je n'entends pas dire un accroissement dans la quantité de l'or et de l'argent du pays, mais un accroissement dans la valeur échangeable du produit annuel de ses terres et de son travail, ou bien un accroissement dans le revenu de ses habitants. »

Avec ce critère, on ne peut plus se contenter d'évaluer l'impact d'une politique protectionniste en se limitant simplement à l'étude de l'emploi et de la production du secteur protégé. Ainsi,

« Il n'y a pas de doute que ce monopole dans le marché intérieur ne donne souvent un grand encouragement à l'espèce particulière d'industrie qui en jouit, et que souvent il ne tourne vers ce genre d'emploi une portion du travail et des capitaux du pays, plus grande que celle qui y aurait été employée sans cela. - Mais ce qui n'est peut-être pas tout à fait aussi évident, c'est de savoir s'il tend à augmenter l'industrie générale de la société, ou à lui donner la direction la plus avantageuse. »

Comment l'optimisation du revenu national se fait-elle ? Smith répond qu'il s'agit du résultat de l'agrégation de décisions individuelles :

« (…) chaque individu qui emploie son capital à faire valoir l'industrie nationale, tâche nécessairement de diriger cette industrie de manière que le produit qu'elle donne ait la plus grande valeur possible. »

La décision de commercer avec l'étranger n'est pas naturelle, et ne vient que des profits attendus :

« (…) chaque individu tâche d'employer son capital aussi près de lui qu'il le peut et, par conséquent, autant qu'il le peut, il tâche de faire valoir l'industrie nationale, pourvu qu'il puisse gagner par là les profits ordinaires que rendent les capitaux, ou guère moins. Ainsi, à égalité de profits ou à peu près, tout marchand en gros préférera naturellement le commerce intérieur au commerce étranger de consommation, et le commerce étranger de consommation au commerce de transport. »

Il conclut, dans l'un des passages les plus célèbres de l'histoire de la pensée économique, qu'une « main invisible » conduit à orienter la recherche de l'intérêt personnel des individus vers l'intérêt général :

« Mais le revenu annuel de toute société est toujours précisément égal à la valeur échangeable de tout le produit annuel de son industrie, ou plutôt c'est précisément la même chose que cette valeur échangeable. Par conséquent, puisque chaque individu tâche, le plus qu'il peut, 1° d'employer son capital à faire valoir l'industrie nationale, et - 2° de diriger cette industrie de manière à lui faire produire la plus grande valeur possible, chaque individu travaille nécessairement à rendre aussi grand que possible le revenu annuel de la société. À la vérité, son intention, en général, n'est pas en cela de servir l'intérêt public, et il ne sait même pas jusqu'à quel point il peut être utile à la société. En préférant le succès de l'industrie nationale à celui de l'industrie étrangère, il ne pense qu'à se donner personnellement une plus grande sûreté ; et en dirigeant cette industrie de manière que son produit ait le plus de valeur possible, il ne pense qu'à son propre gain ; en cela, comme dans beaucoup d'autres cas, il est conduit par une main invisible à remplir une fin qui n'entre nullement dans ses intentions ; et ce n'est pas toujours ce qu'il y a de plus mal pour la société, que cette fin n'entre pour rien dans ses intentions. Tout en ne cherchant que son intérêt personnel, il travaille souvent d'une manière bien plus efficace pour l'intérêt de la société, que s'il avait réellement pour but d'y travailler. je n'ai jamais vu que ceux qui aspiraient, dans leurs entreprises de commerce, à travailler pour le bien général, aient fait beaucoup de bonnes choses. Il est vrai que cette belle passion n'est pas très commune parmi les marchands, et qu'il ne faudrait pas de longs discours pour les en guérir. »

Smith envisage deux exceptions au principe de libre-échange :
1. « Le premier, c'est quand une espèce particulière d'industrie est nécessaire à la défense du pays. »
2. « Le second cas dans lequel il sera avantageux, en général, de mettre quelque charge sur l'industrie étrangère pour encourager l'industrie nationale, c'est quand le produit de celle-ci est chargé lui-même de quelque impôt dans l'intérieur. Dans ce cas, il paraît raisonnable d'établir un pareil impôt sur le produit du même genre, venu de fabrique étrangère. »

### L'avantage comparatif
À la suite de Smith, les économistes de l'École classique développent ses idées et renforcent la présomption que le libre-échange permet à un pays d'obtenir une quantité de biens supérieure à ce qu'il pourrait produire par lui-même. Robert Torrens et David Ricardo poursuivent le développement de cette théorie en introduisant la notion d'avantage comparatif entre 1815 et 1817, qui permet de démontrer qu'aucun pays n'a besoin d'être « le meilleur » pour pouvoir obtenir des gains à l'échange. En effet, dans un contexte de libre-échange, chaque pays, s’il se spécialise dans la production pour laquelle il dispose de la productivité la plus forte ou la moins faible, comparativement à ses partenaires, accroîtra sa richesse nationale. Cette production est celle pour laquelle il détient un « avantage comparatif ». Selon Paul Samuelson (prix Nobel d'économie en 1970), il s'agit du meilleur exemple d'un principe économique indéniable, mais contraire à l'intuition de personnes intelligentes.

### Les termes de l'échange
Entre 1833 et 1844, l'économiste classique Robert Torrens revient peu à peu sur ses positions libre-échangistes, et développe le premier argument « moderne » contre le libre-échange : lorsqu'un pays peut agir sur les termes de l'échange (par exemple, parce qu'il est « gros », ou parce qu'il détient un monopole), il peut alors choisir un niveau de droits de douane optimal, qui maximise les termes de l'échange en sa faveur. Torrens en déduit que la politique la plus souhaitable est alors d'exiger la réciprocité commerciale : en adoptant unilatéralement le libre-échange, un pays s'expose à la « capture » d'une partie des gains à l'échange par ses partenaires. Il provoque une vive polémique, jusqu'à ce que John Stuart Mill tranche en sa faveur en analysant les mécanismes de détermination des termes de l'échange. L'argument de Torrens sera ensuite raffiné, jusqu'à la version publiée par Harry Johnson (en) en 1950, qui donne une formule mathématique précise de détermination du niveau optimal des droits de douane en fonction de l'élasticité de la courbe d'offre de l'étranger. À ce jour, l'objection de Torrens reste l'entorse la plus sérieuse au principe de libre-échange.

### Les industries naissantes
Dans son Rapport sur les manufactures (1791), le Secrétaire au Trésor américain Alexander Hamilton détaille une autre objection sérieuse : livrée à elle-même, l'industrie américaine n'est pas en mesure de concurrencer sur son propre territoire l'industrie britannique, en raison de son manque d'expérience et de savoir-faire. Hamilton propose de protéger temporairement les industries naissantes, de préférence via des subventions. En 1834, l'Écossais John Rae approfondit l'analyse de Hamilton, et propose diverses méthodes pour favoriser le transfert de technologie en provenance de l'étranger. Friedrich List, qui a été exilé aux États-Unis de 1825 à 1832 où il a été imprégné de la tradition protectionniste de Alexander Hamilton, James Madison et Andrew Jackson, publie en 1841 Das Nationale System der Politischen Ökonomie (Système national d'économie politique), qui rejette l'analyse classique au profit de l'analyse historique, et popularise le principe de protection des industries naissantes (ou « protection des industries dans l'enfance ») par des barrières douanières, qu'il appelle « protectionnisme éducateur ».
Si List connaît un grand succès populaire, son analyse, entièrement fondée sur des précédents historiques et sans la moindre avancée théorique, ne convainc pas les économistes. C'est encore John Stuart Mill qui légitime la « doctrine des industries naissantes » dans ses Principes d'économie politique (1848). Sa caution rencontre une franche opposition pendant les décennies suivantes (Alfred Marshall parle de « son seul manquement regrettable aux sains principes de la rectitude économique »), Mill lui-même regrette que les protectionnistes exagèrent fortement la portée de sa doctrine, et finit par la renier partiellement en 1871. La doctrine devient toutefois généralement acceptée au début du XXe siècle comme une exception théorique légitime au principe de libre-échange, malgré le flou de ses hypothèses, et la difficulté à la transposer en une politique industrielle concrète. L'analyse moderne de la doctrine de Mill repose sur l'étude des défaillances du marché afin de déterminer quel type d'intervention publique serait le plus efficace. Ainsi, James Meade conclut que l'intervention douanière n'est pas justifiée : si une entreprise est capable à terme de devenir rentable, il se trouvera toujours des investisseurs pour lui fournir les fonds nécessaires, à condition que les marchés des capitaux soient efficients. Et, s'ils ne le sont pas, la méthode d'intervention préférable consisterait à corriger cette défaillance précise, plutôt que d'imposer des restrictions sur le commerce. Si elle n'a pas disparu, la doctrine des industries naissantes a perdu une grande partie de son cachet, et n'est plus considérée comme un pur problème de commerce international.

### Les rendements croissants
En 1923, Frank Graham s'attaque à un autre cas, qui lui pourrait justifier une protection permanente, celui des rendements croissants. Il utilise l'exemple de deux pays qui produisent des montres et du blé. Si la production industrielle (les montres) est sujette à des rendements croissants tandis que la production agricole (le blé) est soumise à des rendements décroissants, un pays qui se spécialise dans l'agriculture s'expose à une érosion inéluctable des termes de l'échange, et des barrières douanières permanentes sur les importations industrielles deviennent alors préférables au libre-échange.
L'année suivante, Frank Knight décèle une faille majeure dans le raisonnement de Graham : il n'explique pas l'origine des économies d'échelle, et en particulier il ne fait pas de différence entre économies internes ou externes à la firme. Or, s'il s'agit d'économies internes, elles sont par nature incompatibles avec l'équilibre concurrentiel, puisque dans ce cas une seule firme finit par tout produire et devient un monopole.
En 1937, Jacob Viner approfondit l'étude du cas des économies externes. Il montre que l'intérêt de la protection dépend de si celles-ci proviennent de la taille de l'industrie mondiale ou de l'industrie nationale. Il prend l'exemple des rendements croissants dans l'industrie des montres, et suppose que ceux-ci dépendent des outils de fabrication : si le libre-échange existe pour ces outils, alors les producteurs de montres bénéficient des rendements croissants procurés par les outils, même s'ils sont de moins en moins nombreux à l'intérieur du pays. Il n'y a pas alors lieu de les protéger. Il introduit également la distinction entre économies d'échelle « technologiques » (la fonction de production de chaque firme est affectée directement par la production de l'industrie) et « pécuniaires » (elle est affectée par des producteurs en amont ou en aval). Le cas des économies d'échelles pécuniaires est, lui aussi, incompatible avec l'équilibre concurrentiel. Les hypothèses de Graham s'en retrouvent très réduites, Viner conclut que le modèle de Graham ne vaut « pas mieux qu'une curiosité technique ».

### J.M. Keynes et les déséquilibres commerciaux
Selon la théorie keynésienne, les déficits commerciaux sont nuisibles. Les pays qui importent plus qu'ils n'exportent affaiblissent leur économie. Lorsque le déficit commercial augmente, le chômage augmente et le PIB ralentit. Et les pays excédentaires s'enrichissent au détriment des pays déficitaires. Ils détruisent la production de leurs partenaires commerciaux. John Maynard Keynes pensait que les pays excédentaires devraient être taxés pour éviter les déséquilibres commerciaux.
Au début de sa carrière, Keynes est un économiste marshallien profondément convaincu des bienfaits du libre-échange. À partir de la crise de 1929, il adhère progressivement aux mesures protectionnistes.
Le 5 novembre 1929, auditionné par le comité MacMillan pour sortir l’économie britannique de la crise, Keynes indique que la mise en place de tarifs sur les importations contribuerait au rééquilibrage de la balance commerciale. Le rapport du comité affirme dans une partie intitulée « contrôle des importations et aide aux exportations, que dans une économie où il n'y a pas de plein emploi, l’instauration de tarif peut améliorer la production et l’emploi.
Le 7 mars 1931, dans le New Statesman and Nation, il écrit un article intitulé « Proposition pour un revenu tarifaire ». Il fait remarquer que la réduction des salaires conduit à une diminution de la demande nationale qui contraint les débouchés. Il propose plutôt l’idée d’une politique expansionniste associée à un système tarifaire pour neutraliser les effets sur la balance commerciale. L’application de tarifs douaniers lui apparaît comme « incontournable quel que soit le chancelier de l’Échiquier ».
Dans la situation de l’après-crise de 1929, Keynes jugeait les hypothèses du modèle libre-échangiste irréalistes. Il critique par exemple, l’hypothèse néoclassique d’ajustement des salaires.
Dès 1930, alors qu'il travaille pour l’Economic Advisory Council, il critique la dimension statique de la théorie de l’avantage comparatif qui selon lui, en fixant définitivement les avantages comparatifs, conduit, dans les faits, à un gaspillage des ressources nationales.
Dans le Daily Mail du 13 mars 1931, il qualifie de « non-sens » l’hypothèse de parfaite mobilité sectorielle du travail puisqu’elle stipule qu’une personne mise au chômage contribue à réduire le taux de salaire jusqu’à ce qu’elle retrouve un emploi. Mais pour Keynes, ce changement d’emploi peut impliquer des coûts (recherche d’emploi, formation)et n’est pas toujours possible. D’une manière générale, pour Keynes, les hypothèses de plein emploi et de retour automatique à l’équilibre discrédite la théorie des avantages comparatifs.
En juillet 1933, il publie dans le New Statesman and Nation un article intitulé « L’autosuffisance nationale », dans lequel il critique l’argument de la spécialisation des économies, qui est le fondement du libre-échange. Il propose ainsi la recherche d’un certain degré d’autosuffisance. À la place de la spécialisation des économies préconisée par la théorie ricardienne des avantages comparatifs, il préfère le maintien d'une diversité d’activités pour les nations. Dans L’autosuffisance nationale, il réfute le principe d’un commerce pacificateur.
Il note dans l’autosuffisance nationale :

« Un niveau élevé de spécialisation internationale, est nécessaire dans un monde rationnel, chaque fois qu’il est dicté par d’importantes différences de climat, de ressources naturelles, de niveau de culture et de densité de population. Mais pour une gamme de plus en plus large de produits industriels, et peut-être également de produits agricoles, je ne pense pas que les pertes économiques dues à l’autosuffisance soient supérieures aux avantages autres qu’économiques que l’on peut obtenir en ramenant progressivement le produit et le consommateur dans le giron d’une même organisation économique et financière nationale. L’expérience prouve chaque jour un peu plus que beaucoup de processus modernes de production de masse peuvent être maîtrisés dans la plupart des pays et sous presque tous les climats avec une efficacité comparable. »

Il écrit également dans l’autosuffisance nationale :

« Je sympathise avec ceux qui veulent réduire au minimum l’enchevêtrement économique des nations plutôt qu’avec ceux qui veulent l’étendre au maximum. Les idées, le savoir, l’art, l’hospitalité, les voyages, voilà des choses qui par nature devraient être internationales. Mais que les marchandises soient de fabrication nationale chaque fois que cela est possible et raisonnable. Et par-dessus tout, que la finance soit prioritairement nationale. »

En mars 1944, Keynes entame une discussion avec Marcus Fleming après que ce dernier eut écrit un article intitulé « Quotas versus dépréciation ». À cette occasion, on constate qu'il a définitivement pris position pour le protectionnisme après la Grande Dépression. Il considérait en effet, que les quotas pouvaient être plus efficace que la dépréciation de la monnaie pour faire face aux déséquilibres extérieurs. Pour éviter le retour des crises dues à un système économique autorégulé, il lui paraissait indispensable de réguler les échanges commerciaux et arrêter le libre-échange (dérégulation du commerce extérieur).
De nombreux économistes et commentateurs de l'époque appuyaient son point de vue sur les déséquilibres commerciaux. Comme l'a dit Geoffrey Crowther : « Si les relations économiques entre les nations ne sont pas, d'une manière ou d'une autre, assez proches de l'équilibre, alors il n'y a pas un système financier qui puisse sauver le monde des conséquences appauvrissantes du chaos ». Influencés par Keynes, les textes économiques de l'immédiat après-guerre mettent un accent significatif sur la balance commerciale. Cependant, ces dernières années, depuis la fin du système de Bretton Woods en 1971, avec l'influence croissante des écoles de pensée monétaristes dans les années 1980, ces préoccupations - et en particulier celles concernant les effets déstabilisateurs des excédents commerciaux importants - ont largement disparu du discours; Ils reçoivent à nouveau une certaine attention dans le sillage de la crise financière de 2007-2008.

### Formulation moderne
Dans la première moitié du XXe siècle, trois économistes – Eli Heckscher, Bertil Ohlin, et Paul Samuelson – ont associé leurs noms à l’élaboration d’une théorie du commerce international dit « Théorème H.O.S. ». Selon ce théorème, dans le cadre du libre-échange, les nations ont tendance à se spécialiser dans le secteur qui requiert les facteurs de production les plus abondants sur leur territoire. Ainsi, les nations fortement dotées en main-d’œuvre se spécialiseront dans les industries de main-d’œuvre, inversement les pays fortement dotés en capital se spécialiseront dans les secteurs qui requièrent une importante concentration capitalistique. On peut bien sûr effectuer des distinctions plus subtiles : entre travailleurs qualifiés et travailleurs peu qualifiés dans le cas qui nous intéresse.
Quelle conséquence pour les pays s’ouvrant au commerce international ? Les pays du Sud se spécialiseront évidemment dans les productions manufacturières les plus triviales demandant un nombre important de travailleurs faiblement rémunérés. Inversement les pays riches concentreront les activités qui exigent de lourds investissement ou de la main-d’œuvre qualifiée. De fait, l’activité mondiale tend par exemple à voir les activités de conceptions s’effectuer au Nord et celle de production au Sud.
Quel impact sur les inégalités ? Dans un article de 1941, Paul Samuelson et Wolfgang Stolper déduisirent que cette dynamique de spécialisation conduirait à la réduction des inégalités et qu’il était donc nécessaire de renoncer aux politiques protectionnistes. En effet, si on considère deux facteurs distincts A et B, si A est très abondant sur le sol national comparativement à B, il s’ensuivra naturellement que les lois de l’offre et de la demande favoriseront injustement le facteur rare A au détriment du facteur B. Par contre si le pays commerce avec une autre nation ayant une situation inverse, l’inégalité tendra à disparaître sous l’effet de la spécialisation. Autre effet logique, la rémunération d’un facteur tendra, à long terme, à devenir similaire dans les deux pays : pour une même qualification, les salaires des ouvriers chinois et américains seront comparables.

## Débats contemporains sur le libre-échange et le protectionnisme
Le libre-échange apparaît peu populaire en 2011 dans les enquêtes d'opinion. Près de 65 % des Français, Italiens, Espagnols, Allemands sont favorables à un certain protectionnisme (relèvement des taxes douanières vers les pays tels que la Chine et l'Inde) selon des sondages IFOP de 2011 commandés par une association.
Selon ses défenseurs, les effets du libre-échange sont semblables à ceux du progrès technique : il favorise à long terme le développement économique général et permet d'obtenir une meilleure efficacité en accélérant l'utilisation optimale des facteurs de production par la spécialisation géographique de chaque pays (voir avantage comparatif). Comme le progrès technique, le libre-échange peut provoquer la disparition de certains emplois, mais les bénéfices qu'il procure permettent de compenser ses victimes, de sorte que le résultat global peut être gagnant-gagnant. Selon les partisans, le niveau vers lequel convergeraient les salaires serait supérieur à l'actuel salaire des salariés peu qualifiés du nord, si bien que même les salariés peu qualifiés du nord auraient intérêt à l'ouverture des frontières. Il est communément admis que l'ouverture totale au commerce international entraînerait une convergence des salaires des travailleurs peu qualifiés du Nord et du Sud.
Pour ses détracteurs, prônant l'interventionnisme ou le protectionnisme, le libre-échange provoque des coûts d'ajustement (en termes d'emplois, d'activités, etc.) aux chocs créés par l'ouverture sur le marché extérieur. Il entraîne aussi l'apparition d'une contrainte exogène sur les politiques économiques nationales, qui deviennent plus difficiles à mener afin de rechercher à réduire le chômage. Enfin, certaines catégories sociales peuvent être défavorisées par une libéralisation des échanges. Selon les opposants, le niveau vers lequel convergeraient les salaires serait intermédiaire entre le salaire actuel des salariés peu qualifiés du sud et celui des salariés peu qualifiés du nord, si bien que les salariés peu qualifiés du nord auraient intérêt à la fermeture des frontières. Les syndicats, par exemple, qui voient dans le libre-échange une course au « moins-disant social », des risques de dumping social, et une guerre économique accrue entre les travailleurs du monde entier.

### Effets du commerce international sur l'environnement
Dans un article intitulé Free Trade Is Green, Protectionism Is Not publié dans la revue Conservation Biology, Douglas Yu, du département de biologie d'Harvard, démontre que le libre-échange est bien plus respectueux de l'environnement que le protectionnisme.
Dans un rapport de 1997, l'OMC affirme que la levée des barrières protectionnistes et restrictions commerciales est bénéfique pour l'environnement.
Dans un article publié en 2001 dans l'American Economic Review, les économistes canadiens Werner Antweiler, Brian R. Copeland et M. Scott Taylor montrent que le libre-échange conduit à une réduction de la pollution et a en cela un effet bénéfique pour l'environnement.

## Défense
Aujourd'hui, s'il existe un fort consensus entre de nombreux économistes de différentes tendances en faveur du libre-échange, le grand public est en général méfiant, voire hostile, envers cette notion.

### Objections à l'analyse de Paul Bairoch sur le libre-échange
Les pays protectionnistes ont pour la plupart tenté d’accroître le plus possible la taille de leur marché, ce qui revient finalement à agrandir les espaces géographiques où les produits voyagent sans entraves. L’Allemagne s’est constituée sur la base d’une union douanière, le Zollverein, mise en place en 1834, tandis que les États-Unis n’ont cessé d’agrandir leur territoire tout au long du XIXe siècle ;
Le Royaume-Uni aurait été le seul à profiter du libre-échange, mais il est aussi le seul à l’avoir réellement pratiqué sur une longue période ;
Le Japon a connu un développement économique précoce et rapide après que les occidentaux lui ont imposé l'ouverture aux échanges. Mais, contrairement aux pays colonisés, il restait un pays autonome, capable de gérer sa politique et notamment d'importer les techniques modernes.
De plus, la description du monde par Paul Bairoch ci-dessus, même si elle est très fortement partagée par l'opinion publique française, semble marquée par le désir de voir le libéralisme partout, notamment là où il n'y a que du protectionnisme. On peut par exemple remarquer que des barrières douanières caractérisent le protectionnisme : elles n'existent pas dans un océan de libéralisme mais bien dans un océan de protectionnisme. De même le commerce imposé n'est pas une forme de libre-échange, le libre-échange étant caractérisé par le libre consentement des parties.

### Effets sur l'emploi
David Ricardo avait avancé dans ses Principes de l'économie politique et de l'impôt que l'importation de produits étrangers moins onéreux permettait une baisse des prix favorable au pouvoir d'achat. Dès lors les entreprises pouvaient diminuer les salaires nominaux (sans réduire le salaire réel) et donc rendre le travail plus compétitif, favorisant l'essor de l'industrie résidente et donc en définitive l'emploi.
Selon une étude publiée par l’INSEE, le commerce français avec les pays en voie de développement aurait provoqué au maximum une perte de 330 000 emplois, chiffre relativement faible au vu du chômage du pays. Mais ces calculs sont contestés. Ainsi pour l’économiste américain A. Wood, les échanges auraient provoqué la perte de 9 millions d’emplois dans les pays développés et en auraient créé 22 millions dans les pays en développement. On note donc que même les statistiques démontrant l’existence du phénomène dit de « dumping social » soulignent qu’il est à l’échelle globale largement créateur d’emplois, mais ce gain quantitatif est relativisé par les caractères qualitativement différents entre emploi perdus et créés.
L'effet Rose est au coeur des débats au sujet du libre-échange et de l'utilisation d'une monnaie commune dans le cas d'une zone monétaire optimale. Selon Rose, dans une étude de 2000, l'entrée dans une zone de libre-échange stimule les échanges commerciaux par 300 %. Les études menées sur les premières années de la zone euro montrent un effet positif de l'intégration monétaire, à hauteur de 5 % à 15 %.

### Difficultés de perception des coûts et bénéfices
En général, les coûts associés au libre-échange sont concentrés et très visibles : délocalisations, licenciements. Les gains, eux, sont diffus et peu visibles : en améliorant la productivité de l'économie, le libre échange permet d'augmenter le pouvoir d'achat de la population entière, et entraîne des embauches dans les secteurs gagnants. L'aversion au risque explique l'attention excessive portée aux pertes, et le sophisme de la vitre brisée de Frédéric Bastiat illustre la difficulté à appréhender les effets multiples d'une même cause. Toutefois, le problème d'indemnisation des perdants (plus généralement, de la répartition des gains du libre échange) est bien réel.

### Confusion court terme et long terme
Les ajustements imposés par le libre-échange sont immédiatement visibles, en particulier les pertes brutes d'emplois. La tendance est d'extrapoler ces ajustements à l'infini, et de conclure que presque tout le travail va disparaître. En fait, l'analyse économique montre que la ré-allocation des facteurs de production ne survient qu'une seule fois (jusqu'au nouvel équilibre), tandis que les gains d'efficacité sont, eux, permanents. Ainsi, l'augmentation de la demande globale rendue possible par l'augmentation du pouvoir d'achat peut entraîner des embauches dans tous les secteurs en développement de l'économie. Toutefois, le problème des coûts d'ajustement est lui aussi bien réel, et si le « contexte institutionnel » est trop défavorable, ces coûts peuvent absorber une bonne partie des gains à l'échange.

### Le «sophisme d'agrégation»
L'économiste Jagdish Bhagwati a résumé sous l'expression « sophisme d'agrégation » ce qu'il pense de la perception supposée des militants antimondialistes (altermondialistes), perception qui voudrait que la mondialisation soit une sorte de gigantesque amalgame dont les idées sont indissociables, et que le soutien au libre-échange implique nécessairement le soutien aux mouvements de capitaux à court terme, à l'investissement direct à l'étranger, à l'immigration sans restriction, etc.

## Opposition

### Protection des activités naissantes
Au XIXe siècle Alexander Hamilton et l'économiste Friedrich List ont défendu les bienfaits d'un « protectionnisme éducateur » qui apparaît comme un moyen nécessaire pour protéger les activités ou industries naissantes. Le protectionnisme serait nécessaire à court terme pour qu’un pays entame son industrialisation à l'abri de la concurrence des industries étrangères plus avancées sous la pression desquelles elle pourrait succomber au premier stade du processus. Les activités économiques protégées peuvent s'abstraire au moins en partie des pressions de toutes natures en provenance du contexte concurrentiel étranger. Elles bénéficient de ce fait d'une plus grande liberté de manœuvre et d'une plus grande certitude concernant leur rentabilité et développement futur. La phase protectionniste est donc une période d'apprentissage qui permettrait aux pays les moins développés d'acquérir un savoir-faire général et technique dans les domaines de la production industrielle afin de devenir compétitifs sur les marchés internationaux.

### Protection contre les pratiques dedumping
Les États ayant recours au protectionnisme invoquent une concurrence déloyale ou des pratiques de dumping :
1. Dumping monétaire : Une monnaie subit une dévaluation, lorsque les autorités monétaires décident d'intervenir sur le marché des changes pour abaisser la valeur de la devise par rapport à d'autres monnaies. Cela rend les produits locaux plus compétitifs et les produits importés plus chers (Condition de Marshall-Lerner), permettant d'augmenter les exportations et de diminuer les importations, et ainsi d'améliorer la balance commerciale. Les pays avec une monnaie trop faible provoquent des déséquilibres commerciaux : ils affichent des excédents externes importants alors que leur concurrents enregistrent des déficits considérables.
2. Dumping fiscal : Certains États (paradis fiscaux[50]) pratiquent un taux d'imposition sur les sociétés et les personnes plus faible. Exemples : Le taux d'imposition des entreprises est de zéro en Estonie et de 12 % en Irlande. En 2006, la moyenne du taux d'imposition des entreprises dans les pays de l'OCDE était de 28,6 %.
3. Dumping social : lorsqu'un État réduit les cotisations sociales ou conserve des normes sociales très faibles (par exemple, en Chine, la réglementation du travail est moins contraignante pour les employeurs qu'ailleurs)[50].
4. Dumping environnemental : lorsque la réglementation environnementale est moins contraignante qu'ailleurs. C'est, en partie, pour cela que de nombreuses entreprises occidentales implantent leurs activités polluantes dans les pays émergents. Le protectionnisme a aussi pour effet de diminuer le déplacement des biens dans son ensemble ce qui réduit l'empreinte écologique du transport.

L’absence de barrière douanière commerciale ne signifie aucunement que les règles du jeu soient identiques entre pays : leur fiscalité, la qualité de leur réglementation du travail, le niveau de leurs prestations sociales, les coûts qu’une société accepte d’endurer pour ne pas sacrifier l’environnement sont autant de facteurs qui jouent un rôle déterminant dans la formation du coût de production d’un bien ou d’un service. En réalité, la mise en place de barrières douanières permet de compenser, entre pays, les différences majeures qui les séparent du point de vue de la fiscalité, des salaires, de la protection sociale et de l’environnement. Cela permet en réalité de raisonner en termes de « concurrence loyale

### Libre-échange et spécialisation
Erik Reinert souligne que la spécialisation préconisée par la théorie du libre-échange ne favorise pas le développement économique. Les économies les plus avancées sont toutes basées sur la diversité des activités économiques et ce sont les pays les moins avancés qui sont les plus spécialisés. Les économistes pré-Ricardiens, comme Antonio Serra dès 1613, avaient établi que les villes les plus riches sont celles où la diversité des professions est la plus grande. Cela crée des effets de synergie entre les différents secteurs. De plus, Reinert note que les théories du libre-échange ne font pas de distinction entre les activités à rendement croissant et les activités à rendement décroissant. Elles prétendent que toutes les activités ont des rendements décroissants et négligent l'existence d'activités qui permettent des économies d'échelle. En réalité, les spécialisations ne sont pas égales et un pays ne peut augmenter durablement son niveau de vie par habitant sans développer des activités à rendement croissant, c'est-à-dire des activités dont la productivité augmente avec la production. Cela concerne l'industrie manufacturière mais aussi certains services. Les pays qui se sont spécialisés dans des activités à rendement décroissant comme l'agriculture ou l'extraction des ressources naturelles se sont finalement appauvris. Dans ces activités, tôt ou tard, une augmentation des quantités produites entraînera une augmentation du coût moyen dû à l'épuisement des terres ou des réservoirs. Donc, pour qu'un pays crée de la richesse, le meilleur moyen est de développer son secteur manufacturier et de le protéger. Mais cela nécessite des mesures de protection sans lesquelles l'industrie finira par être détruite en raison de déficits commerciaux.

### Libre-échange et pauvreté
Le libre-échange optimise les secteurs où le pays est déjà efficace. Cela tend à enfermer les pays pauvres dans les bas salaires des industries extractives et agricoles déjà existantes. Ils ne peuvent pas s'industrialiser de manière importante. Ainsi, l'accès accru au marché mondial concurrentiel et les gains de la libéralisation du commerce ne profitent qu'à un groupe restreint de nations dont les industries sont déjà assez compétitives. Selon Paul Bairoch, un très grand nombre de pays du tiers-monde ayant suivi le libre échange, peuvent être considérés maintenant comme des « quasi-déserts industriels » ; il note que :

« Le libre-échange signifia pour le tiers-monde l'accélération du processus de sous-développement économique. »

Les pays pauvres se sont encore plus appauvris depuis qu'ils ont supprimé les protections économiques au début des années 1980. En 2003, 54 nations étaient plus pauvres qu'elles ne l'étaient en 1990. Durant les années 1960 et 1970 (période protectionniste), alors que les pays avaient plus de protection, l'économie mondiale se développait beaucoup plus rapidement qu'aujourd'hui - le revenu mondial par habitant augmentait d'environ 3 % par an, alors qu'entre 1980 et 2000 (période de libre-échange), il n'a augmenté que d'environ 2 %. La croissance du revenu par habitant dans les pays développés est passée de 3,2 % /an entre 1960 et 1980 à 2,2 % /an entre 1980 et 1999, tandis que dans les pays en développement, elle est passée de 3 % à 1,5%/ an. Sans la forte croissance des deux dernières décennies en Chine et en Inde, qui ont suivi d'autres politiques, le taux aurait été encore plus bas.
En Amérique latine, le taux de croissance annuel du revenu par habitant est passé de 3,1 %/an entre 1960 et 1980 à 0,6 %/ an entre 1980 et 1999. La crise a été encore plus profonde dans d'autres régions : entre 1980 et 1999, le revenu par habitant a diminué au Moyen-Orient et en Afrique du Nord (à un taux annuel de -0,2 %) alors qu'il avait augmenté de 2,5 %/ an entre 1960 et 1980. Enfin, depuis le début de leur transition économique, la plupart des anciens pays communistes ont connu les baisses de niveau de vie les plus rapides de l'histoire moderne, et beaucoup d'entre eux n'ont même pas encore retrouvé la moitié du niveau de revenu par habitant sous le communisme.
Les pays d'Afrique sub-saharienne ont un revenu par habitant plus faible en 2003 que 40 ans auparavant (Ndulu, Banque mondiale, 2007, p. 33). En pratiquant le libre-échange, l'Afrique est aujourd'hui moins industrialisée qu'elle ne l'était il y a quatre décennies. La contribution du secteur manufacturier africain au produit intérieur brut du continent a diminué de 12 % en 1980 à 11 % en 2013, et elle est restée stagnante ces dernières années, selon la Commission économique des Nations unies pour l'Afrique (ECA). On estime que l'Afrique représentait plus de 3 % de la production manufacturière mondiale dans les années 1970, et ce pourcentage a diminué de moitié depuis. Entre 1980 et 2000 (période de libre-échange), le revenu par habitant en Afrique subsaharienne a chuté de 9 %, alors que les politiques interventionnistes l'avaient augmenté de 37 % au cours des deux décennies précédentes La croissance économique est revenue en Afrique durant les années 2000 mais elle a été principalement tirée par le boom des prix des produits de base, alimenté par la croissance rapide de la Chine qui avait besoin de ressources naturelles. Mais même après une décennie d'expansion sans précédent, le revenu par habitant dans la région est en 2012 à peine supérieur de 10 % à celui de 1980, compte tenu de la dépression économique provoquée par les politiques de laissez-faire dans les années 1980 et 1990. De plus, en appliquant le laissez-faire, peu de pays africains ont été en mesure de convertir leur ressource récente en une base industrielle plus durable. Et au cours de la dernière décennie, de nombreux pays africains ont augmenté, plutôt que réduit, leur dépendance vis-à-vis des produits primaires, dont les fluctuations de prix notoirement importantes rendent difficile une croissance soutenue.
Cependant certains pays africains ont réussi à entrer dans une phase d'industrialisation : l'Éthiopie, le Rwanda et, dans une moindre mesure, la Tanzanie. Le dénominateur commun entre eux est qu'ils ont abandonné le libre-échange et ont adopté des politiques qui ciblent et favorisent leurs propres industries manufacturières. Ils ont poursuivi un « modèle d'État développemental » où les gouvernements gèrent et réglementent les économies. Ainsi depuis 2006, le secteur manufacturier éthiopien a connu une croissance annuelle moyenne de plus de 10 %, bien que partant d'une base très faible, mais une bonne partie de la population éthiopienne dit ne pas ressentir les effets de la croissance économique.
Les pays pauvres qui ont réussi à avoir une croissance forte et durable sont ceux qui sont devenus mercantilistes et non libre-échangistes : la Chine, la Corée du sud, le Japon, Taïwan,,… Ainsi, alors que dans les années 1990, la Chine et l'Inde avaient le même PIB par habitant, la Chine a suivi une politique beaucoup plus mercantiliste et a maintenant un PIB/hab. trois fois supérieur à celui de l'Inde. Une part significative de l’essor de la Chine sur la scène commerciale internationale ne provient pas des bienfaits supposés de la concurrence internationale mais des délocalisations pratiquées par les entreprises des pays développés. Dani Rodrik souligne que ce sont les pays qui ont systématiquement violé les règles de la globalisation qui ont connu la plus forte croissance. Bairoch note que dans le système du libre-échange, « le vainqueur est celui qui ne joue pas le jeu ».
Concernant les pays développés qui ont appliqué le libre-échange, les travaux de E.F. Denison (en) sur les facteurs de croissance aux États-Unis et en Europe occidentale entre 1950 et 1962 montrent que les effets positifs sur la croissance de la libéralisation des échanges ont été négligeables aux États-Unis tandis qu'elle ne contribuait en Europe occidentale qu'à une moyenne pondérée de seulement 2 % de l'ensemble de la croissance économique. J. W. Kendrick (en), dont les travaux traitent de la croissance de PNB aux États-Unis, aboutit à la même conclusion.
Les politiques de « dumping » de certains pays ont également largement affecté les pays en développement. Les études sur les effets du libre-échange montrent que les gains induits par les règles de l'OMC pour les pays en développement sont très faibles. Le gain pour ces pays a été réduit d'environ 539 milliards de dollars dans le modèle LINKAGE 2003 à 22 milliards de dollars dans le modèle GTAP 2005. Quant au « Cycle de Doha », il n'aurait rapporté que 4 milliards de dollars aux pays en développement (y compris la Chine) selon le modèle du GTAP. En fait lorsque les divers effets de la libéralisation du commerce, qui ne sont pas tous inclus dans les modèles GTAP ou LINKAGE sont pris en compte, le solde est directement négatif pour les autres pays, puisque le gain cumulé de la Chine dépasse largement celui des pays « en développement ». La libéralisation du commerce a donc été négative pour les pays en développement.

### Désindustrialisation
Le principal argument en faveur du libre-échange est que les effets positifs (la baisse des prix des produits importés) l'emportent sur les effets négatifs (la baisse des salaires des travailleurs affectés par les importations). En effet, la baisse des salaires serait temporaire et limitée à quelques secteurs seulement. Dans les années 2010, alors que les États-Unis sont engagés depuis longtemps dans une politique libre-échangiste, plusieurs économistes affirment qu'il existe une pression à la baisse massive et durable sur les salaires du secteur manufacturier, et que les importations chinoises aggravent la situation des travailleurs américains peu qualifiés, déjà mis en danger par la robotisation. La Information Technology and Innovation Foundation (en) estime que plus de 60% des 5,7 millions d’emplois perdus dans le secteur de la fabrication aux États-Unis au cours de la première décennie des années 2000 sont dus à l’augmentation des importations de produits manufacturés. Selon Clyde V. Prestowitz Jr. (en), contrairement à la théorie, les travailleurs au chômage ne retrouvent pas tous un emploi, et lorsque c'est le cas leur salaire est souvent moindre, la plupart des nouveaux emplois étant dans des secteurs à bas salaire comme la restauration. L'économiste estime que les pertes de salaire pourraient être supérieures aux gains des consommateurs, la classe moyenne n'ayant pas vu selon lui de gains de revenu réel sur les 40 années passées. D'après lui, même si le PIB a augmenté, seuls les plus riches des Américains en ont profité. Selon plusieurs économistes, le libre-échange a conduit à la désindustrialisation, à la déflation des salaires et à une plus grande inégalité dans les pays à déficit élevé,,,.
Déficit commercial
Ian Fletcher note que le libre-échange (l'absence de protection), facilite les délocalisations, les déficits commerciaux et conduit donc à la destruction des activités avec des rendements croissants et à des pertes salariales. En effet, les travailleurs sont déplacés des secteurs bien rémunérés (comme la fabrication) vers les secteurs moins bien rémunérés (comme la restauration). Par exemple, le déficit commercial des États-Unis, causé par le dumping et la manipulation des devises par un certain nombre de pays, a supprimé des millions d'emplois dans le secteur manufacturier américain,,,,.
David Autor du MIT, David Dorn et Gordon Hanson ont produit une série d'études au cours des dernières années montrant que le libre échange produit des perdants clairs. Ils ont étudié les effets de la concurrence dans le secteur manufacturier en Chine, en examinant les années 1990 à 2007. Les perdants sont les travailleurs dans le secteur manufacturier. Ils montrent que le commerce avec la Chine a coûté aux Américains entre 1991 et 2007, soit environ un million de travailleurs américains dans le secteur manufacturier. La concurrence des importations chinoises a entraîné des pertes d'emplois dans le secteur manufacturier, une baisse des salaires et une diminution de leur main-d'œuvre. Ils ont également constaté que les gains d'emploi compensatoires dans d'autres industries ne se sont jamais matérialisés. Les entreprises fermées ne commandent plus de biens et services auprès d'entreprises locales non manufacturières et les anciens travailleurs industriels peuvent être au chômage pendant des années ou de façon permanente. Le montant de l'assurance sociale augmente également. L'augmentation de l'exposition aux importations réduit les salaires dans le secteur non manufacturier par une baisse de la demande de biens non manufacturiers et par une offre accrue de main-d'œuvre provenant des travailleurs qui ont perdu leur emploi dans le secteur manufacturier. On assiste à une baisse du revenu annuel moyen des ménages de 549 $ par adulte en âge de travailler pour une augmentation de 1 000 $ de l'exposition aux importations,. Un autre document de cette équipe d'économistes, avec Daron Acemoglu et Brendan Price du MIT, estime que la concurrence des importations chinoises a coûté aux États-Unis jusqu'à 2,4 millions d'emplois au total entre 1999 et 2011.
Susan Houseman soutient que la croissance anémique de la production manufacturière aux États-Unis résulte en grande partie de la mondialisation et non de l'automatisation. Elle note que les résultats de la recherche indiquent que le commerce et la mondialisation sont les principaux facteurs à l'origine du déclin important et rapide de l'emploi dans le secteur manufacturier au cours des années 2000. L'introduction de la Chine dans le système commercial mondial est la cause profonde des pertes d'emplois. Selon elle, la perte de production en Asie contribue probablement déjà au ralentissement de la croissance mesurée de la production et de la productivité dans le secteur manufacturier. La faible performance du secteur manufacturier s'explique par le fait que les consommateurs et les entreprises américains achètent davantage de produits importés et que les exportations américaines n'ont pas augmenté en conséquence,.
Réduction de l'innovation
David Autor et plusieurs de ses collègues ont constaté que les entreprises américaines touchées par la concurrence asiatique produisent moins de brevets. En ce qui concerne les fabricants les plus exposés à la concurrence chinoise, ils constatent une baisse assez marquée de l'intensité de la création de nouveaux brevets dans ces secteurs ainsi qu'une baisse de la recherche et du développement et des bénéfices. Ainsi pendant cette période, la concurrence croissante a entraîné une réduction de la production d'innovation. Et c'est problématique parce que 70 pour cent de toutes les activités de brevetage et des dépenses de recherche et développement aux États-Unis sont dans le secteur manufacturier. « Une réduction concomitante de l'innovation pourrait bien affecter la croissance économique à plus long terme », a écrit M. Autor. Si les entreprises sont moins en mesure de mettre au point des procédés et des technologies améliorés, leur productivité finit par en souffrir.
Stagnation ou déflation des salaires

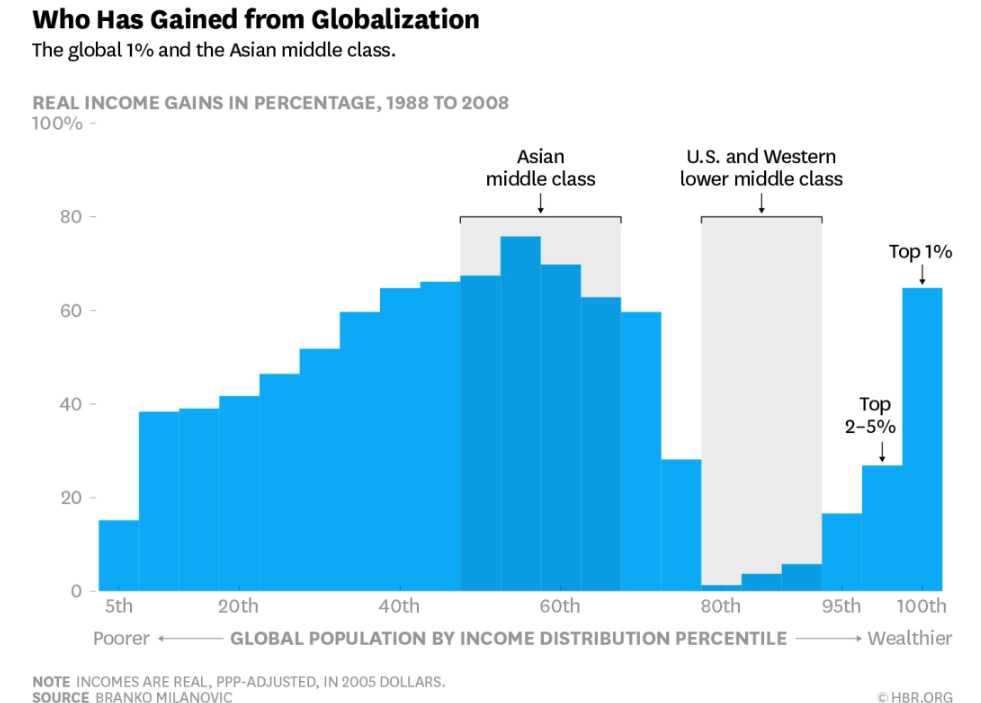
Gains en revenu réel dans la population mondiale

Certains pays (par exemple en Asie) ont développé des dévaluations monétaires très élevées et des politiques de dumping social et écologique. Dans le contexte du libre-échange généralisé établi par l'OMC, cela a conduit à un fort effet de déflation des salaires dans les pays développés. En effet, la libéralisation financière et commerciale a facilité les déséquilibres entre la production et la consommation dans les pays développés, entraînant des crises. Dans tous les pays développés, l'écart entre le revenu moyen et le revenu médian se creuse. Pour certains pays, on observe une stagnation absolue, voire une régression des revenus de la majorité de la population. Cet effet de déflation salariale a été amplifié par la menace de délocalisations qui conduisent les salariés à accepter des conditions sociales et salariales plus dégradées afin de préserver les emplois. En raison de la pression de la production à bas prix, dans le système de libre-échange, les pays développés n'ont le choix qu'entre la déflation salariale ou la délocalisation et le chômage,,.
Selon John Komlos, le déficit commercial soustrait de la richesse et conduit au déclin de la classe moyenne. Cela revient à stimuler le reste du monde aux dépens du pays par la délocalisation des emplois. L'afflux des importations a entraîné une stagnation des salaires et une baisse du revenu médian des ménages depuis des décennies aux États-Unis. Le libre-échange a donc conduit à une augmentation des inégalités. Selon lui, le revenu médian des ménages a diminué de 5 000 $ depuis 1999.
Avraham Ebenstein, Margaret McMillan, Ann Harrison ont constaté des effets négatifs du commerce avec la Chine sur les travailleurs américains. Dans leur article « Why are American workers getting poorer? Chine, Trade and Offshoring », ils ont noté les effets négatifs de la mondialisation sur les travailleurs américains avec des délocalisations vers des pays à bas salaires et des importations toutes deux associées à des réductions de salaires. Les travailleurs les plus touchés sont ceux qui accomplissent des tâches routinières. La mondialisation a entraîné la réaffectation de travailleurs d'emplois bien rémunérés dans le secteur manufacturier à d'autres secteurs et professions. Le changement de profession a entraîné des pertes de salaire réel de 12 à 17 p. 100.
Aux États-Unis, la part de la rémunération du travail dans le revenu national est tombée à 51,6 % en 2006 - son plus bas niveau historique depuis 1929 - contre 54,9 % en 2000. Pour la période 2000-2007, l'augmentation du salaire réel médian a été de 0,1 %, tandis que le revenu médian des ménages a diminué de 0,3 % par an en termes réels. Au cours de la même période, les 20% les plus pauvres de la population ont vu leur revenu baisser de 0,7% par an. L'augmentation des salaires horaires n'a pas suivi le rythme des gains de productivité.
Selon le Bureau of Labor Statistics, dans l'industrie manufacturière aux États-Unis, deux travailleurs déplacés sur trois qui ont obtenu un nouvel emploi entre 2009 et 2012 ont connu des réductions salariales - la plupart d'entre elles étant supérieures à 20 %.
L'Economic Policy Institute estime qu'en 2011, l'augmentation des échanges commerciaux avec les pays moins développés a réduit les salaires des 100 millions de travailleurs américains sans diplôme universitaire d'environ 1 800 $ par année par travailleur à temps plein. Les chercheurs de l'EPI ont noté que lorsque des travailleurs sont mis à pied à partir d'emplois qui ont été externalisés, ils acceptent souvent des salaires inférieurs pour trouver du travail dans des emplois qui sont impossibles à externaliser - aménagement paysager par exemple,.
Selon l'Economic Policy Institute, le déficit commercial avec la Chine remplace les emplois bien rémunérés des États-Unis dans les industries du commerce de biens par des emplois dans des industries non commerciales (comme la vente au détail et les soins de santé à domicile) où les salaires et les avantages sociaux sont en moyenne inférieurs. Les 2,7 millions de travailleurs déplacés par le déficit commercial des États-Unis avec la Chine ont perdu 13 505 $ en 2011. En effet, le secteur manufacturier est un secteur très productif et à forte intensité de capital, avec des salaires élevés et supérieurs à la moyenne et de bons avantages sociaux pour ses travailleurs. Par exemple, 67,8 % des travailleurs de l'industrie ont une assurance maladie fournie par leur employeur. Le pourcentage supplémentaire gagné en travaillant dans le secteur manufacturier plutôt que dans un autre secteur varie de 26,8 % pour les travailleurs collégiaux à 15,5 % pour les travailleurs secondaires, avec une prime salariale moyenne de 16,1 %. De plus, le salaire moyen des emplois déplacés par les importations en provenance de Chine est supérieur de 17,0 % au salaire moyen des industries exportant vers la Chine. En effet, les États-Unis exportent vers la Chine des produits nécessitant des bas salaires comme les produits agricoles et importent des produits nécessitant des salaires élevés comme les produits informatiques et électroniques. La réalité économique des États-Unis est donc contraire à la théorie économique selon laquelle les États-Unis se spécialisent dans la production de biens nécessitant des travailleurs hautement qualifiés et bien rémunérés et importent des biens nécessitant une main-d'œuvre moins qualifiée.
D'autres recherches révèlent qu'au Royaume-Uni, dans les années 2000, les travailleurs des secteurs les plus touchés par la croissance des importations en provenance de Chine ont passé plus de temps sans emploi et ont connu une baisse de revenus. Encore une fois, ces effets étaient plus prononcés chez les travailleurs peu qualifiés.
Crise de la dette
Le boom des mécanismes de crédit, qui a techniquement déclenché la crise, résulte d'une tentative de maintenir la capacité de consommation du plus grand nombre alors que les revenus stagnaient, voire diminuaient (comme aux États-Unis pour le ménage médian). L'endettement des ménages augmente de façon spectaculaire dans tous les pays développés. Aux États-Unis, par exemple, la dette en dix ans est passée de 61 % à 100 % du PIB entre 1997 et 2007. En Grande-Bretagne et en Espagne, il dépasse 100% du PIB (à partir de 2007). Ainsi, l'endettement des ménages est passé de 33 % à 45 % du PIB en France entre 1997 et 2007 et a atteint 68 % du PIB en Allemagne ; en outre, la pression concurrentielle exercée par les politiques de dumping a entraîné une augmentation rapide de l'endettement des entreprises. L'augmentation de l'endettement des agents privés (ménages et entreprises) des pays développés, alors que les revenus des ménages étaient, pour la plupart, réduits, relativement ou absolument, sous les effets de la déflation salariale ne pouvait que conduire à une crise d'insolvabilité. C'est ce qui a conduit à la crise financière,,.
L'insolvabilité de la grande majorité des ménages est au cœur de la crise de la dette hypothécaire qui a frappé les États-Unis, le Royaume-Uni et l'Espagne. Cependant, cette crise de l'endettement des agents privés est une conséquence directe de la libéralisation du commerce international. Au cœur de la crise ne se trouvent donc pas les banques, dont les désordres ne sont ici qu'un symptôme, mais le libre-échange, dont les effets se conjuguent à ceux de la finance libéralisée,,.
Ainsi, la mondialisation a créé des déséquilibres, comme la déflation des salaires dans les économies développées. Ces déséquilibres ont à leur tour entraîné une augmentation soudaine de la dette des acteurs privés. Et cela a conduit à une crise d'insolvabilité. Enfin, les crises se succèdent de plus en plus rapidement et sont de plus en plus brutales. La mise en place de mesures protectionnistes telles que les quotas et les droits de douane est donc la condition essentielle pour protéger les marchés intérieurs des pays et augmenter les salaires. Cela pourrait permettre la reconstruction du marché intérieur sur une base stable, avec une amélioration significative de la solvabilité des ménages et des entreprises,.

### Critique de la théorie de l'avantage comparatif
La théorie de l'avantage comparatif stipule que les forces du marché conduisent tous les facteurs de production à leur meilleur usage dans l'économie. Il soutient que le libre-échange international profiterait à tous les pays participants et au monde dans son ensemble, car ils seraient en mesure d'augmenter leur production totale et de consommer davantage en se spécialisant en fonction de leurs avantages comparatifs. Les marchandises deviendraient moins chères et disponibles en plus grandes quantités. De plus, cette spécialisation ne se ferait pas par hasard ou avec des intentions politiques, mais automatiquement. Cependant, selon des économistes non néoclassiques, le libre-échange et la théorie de l'avantage comparatif reposent sur des hypothèses qui ne sont ni théoriquement ni empiriquement fondées,,,.
Le capital et le travail ne sont pas mobiles à l'échelle internationale.
L'immobilité internationale du travail et du capital est fondamentale pour la théorie de l'avantage comparatif. David Ricardo était conscient que l'immobilité internationale du travail et du capital est une hypothèse indispensable. Les économistes néoclassiques, quant à eux, soutiennent que l'ampleur de ces mouvements de main-d'œuvre et de capital est négligeable. Ils ont développé la théorie de la compensation des prix des facteurs, qui rend ces mouvements inutiles.
Dans la pratique, cependant, les travailleurs se déplacent en grand nombre d'un pays à l'autre. Le capital est devenu de plus en plus mobile, se déplaçant souvent d'un pays à l'autre. De plus, l'hypothèse néoclassique selon laquelle les facteurs sont fixés au niveau national n'a aucun fondement théorique et l'hypothèse du nivellement des prix des facteurs ne peut justifier l'immobilisme international. De plus, rien ne prouve que les prix des facteurs soient les mêmes dans le monde entier. Par conséquent, les avantages comparatifs ne peuvent pas déterminer la structure du commerce international,,.
Absence d'effets externes.
Une externalité est le terme utilisé lorsque le prix d'un produit ne correspond pas à son véritable coût ou valeur économique. L'externalité négative classique est la dégradation de l'environnement, qui réduit la valeur des ressources naturelles sans augmenter le prix du produit qui a épuisé ces ressources. L'externalité positive classique est l'expansion technologique, où l'invention d'un produit par une entreprise permet à d'autres de le copier ou de s'en servir, générant ainsi une richesse que l'entreprise d'origine ne peut pas exploiter. Si les prix sont mal évalués en raison d'externalités positives ou négatives, le libre-échange produira des résultats sous-optimaux,,.
Les ressources productives se déplacent facilement entre les secteurs.
La théorie de l'avantage comparatif suppose que les ressources utilisées pour produire un produit peuvent être utilisées pour produire un autre objet. S'ils ne peuvent pas le faire, les importations ne stimuleront pas l'économie vers des industries mieux adaptées à leur avantage comparatif et ne feront que détruire les industries existantes.
Par exemple, lorsque les travailleurs ne peuvent pas passer d'une industrie à une autre — généralement parce qu'ils n'ont pas les bonnes compétences ou ne vivent pas au bon endroit — les changements dans l'économie dus aux importations ne les déplaceront pas vers une industrie plus appropriée, mais plutôt au chômage ou à des emplois précaires et improductifs,,.
Les bénéfices du commerce international ne sont que des bénéfices statiques.
La théorie de l'avantage comparatif permet une analyse "statique" plutôt que "dynamique" de l'économie. Les développements dynamiques endogènes au commerce, comme la croissance économique, ne sont pas intégrés dans la théorie de Ricardo. Et cela n'est pas changé par ce qu'on appelle "l'avantage comparatif dynamique".
Or, le monde, et en particulier les pays industrialisés, se caractérise par un dynamisme des profits endogène aux échanges. De plus, les gains dynamiques sont plus importants que les gains statiques,,.
Le commerce sera toujours en équilibre et il existe un mécanisme d'ajustement.
Une hypothèse cruciale dans les formulations classique et néoclassique de la théorie de l'avantage comparatif est que la commerciale est en équilibre, ce qui signifie que la valeur des importations égale la valeur des exportations de chaque pays. Le volume des échanges peut changer, mais le commerce international sera toujours en équilibre, du moins après un certain temps d'ajustement.
Cependant, les déséquilibres commerciaux sont la norme et le commerce équilibré n'est qu'une exception dans la pratique. De plus, les crises financières, comme la crise asiatique des années 1990, montrent que les déséquilibres de la balance des paiements sont rarement bénins et ne s'autorégulent pas. En pratique, il n'y a pas de mécanisme d'ajustement,,.
Le commerce international est compris comme du troc.
La définition du commerce international en tant que troc constitue la base de l'hypothèse d'un commerce équilibré. Ricardo soutient que le commerce international se déroule comme s'il s'agissait d'un simple troc - une hypothèse soutenue par les économistes classiques et néoclassiques ultérieurs.
En pratique, cependant, la vitesse de circulation de la monnaie n'est pas constante et la masse monétaire n'est pas neutre pour l'économie réelle. L'argent n'est pas seulement un moyen d'échange. D'abord moyen de paiement, il sert aussi à stocker de la valeur, à régler des dettes, à transférer de la richesse. Ainsi, contrairement à l'hypothèse du troc de la théorie des avantages comparatifs, la monnaie n'est pas une marchandise comme les autres. Et l'argent en tant que réserve de valeur dans un monde d'incertitude influence de manière significative les motivations et les décisions des détenteurs de richesse et des producteurs,,.
La main-d'œuvre ou le capital est pleinement utilisé.
Ricardo et les économistes classiques ultérieurs supposent que le travail a tendance à être pleinement employé et que le capital est toujours pleinement utilisé dans une économie libéralisée, car aucun propriétaire de capital ne laissera son capital inutilisé, mais essaiera toujours d'en tirer un profit. Le fait qu'il n'y ait pas de limite à l'utilisation du capital est une conséquence de la loi de Jean-Baptiste Say selon laquelle la production n'est limitée que par les moyens, qui est également adoptée par les économistes néoclassiques.
Dans la pratique, cependant, le monde est caractérisé par le chômage. Le chômage et le sous-emploi du capital et de la main-d'œuvre ne sont pas des phénomènes éphémères, mais sont généraux et répandus. Le chômage et les ressources inexploitées sont la règle plutôt que l'exception,,.

#### Le commerce n'augmente pas l'inégalité des revenus
Même si on suppose que le libre-échange élargit l'économie dans son ensemble, il peut faire basculer la répartition des revenus à tel point que la classe moyenne n'en voit que peu ou pas du tout les gains. Dani Rodrik, estime que la libéralisation du commerce redistribue cinq dollars de revenu entre différents groupes de personnes du pays pour chaque dollar de gain net hypothétique qu'elle apporte à l'économie dans son ensemble. Ainsi le libre-échange peut faire baisser les salaires de la plupart des travailleurs d'une économie,,.

### Le libre-échange n'est pas facteur de paix
Une autre erreur serait de considérer le libre-échange comme facteur de paix (à l'inverse du protectionnisme). En réalité, les exemples de conflit au nom du libre-échange ne manquent pas : ainsi la guerre de l’opium dans les années 1830-1840 liée à une volonté britannique d'ouvrir le marché chinois par la force alors même que la Chine se suffisait, à l'époque, en grande partie à elle-même en matière économique,.
D'autre part, en 1870, la France et la Prusse entrent en guerre peu après avoir signé un traité de libre-échange.

### Commerce extérieur et croissance économique
Selon Paul Bairoch, « c'est la croissance économique qui est le moteur du commerce extérieur et non l'inverse ». James Riedel, arrive également à la même conclusion dans son étude intitulé Trade as an Engine of Growth: Theory and Evidence et écrit : « en réalité, il reste bien peu de chose des hypothèses qui avaient engendré les conclusions mécanistes de la théorie du commerce en tant que moteur de la croissance […] L'examen approfondi des faits stylisés qui soulignent la théorie du commerce en tant que moteur de la croissance révèle qu'il ne s'agit que d'un mythe ». La production domestique est donc plus source de la croissance économique que le commerce extérieur. Ainsi, protéger et développer la production nationale devient vital pour le développement économique. Bairoch note plusieurs exemples : pendant la « grande crise européenne », le ralentissement économique des nations précéda celui du commerce extérieur. Ce qui indique que c'est bien la croissance nationale qui engendre le commerce extérieur. Durant la grande dépression de 1929, c'est le déclin de la production domestique des nations qui précéda celui du commerce extérieur.